# Georgia Brown
Georgia Brown, née le 29 juin 1980 à Naples, est une chanteuse brésilienne connue pour sa tessiture exceptionnelle.

## Discographie

### Albums
- 2001 : Black Nature
- 2004 : Heart Beats
- 2008 : The Renascence of Soul
- 2012 : Me & Myself - EP

### Singles
- 2001 : Commit A Crime
- 2001 : Hold On
- 2003 : Forgiven
- 2004 : Lost Love
- 2008 : Art A Shield for Me
- 2008 : Save My Soul
- 2008 : Loneliness
- 2010 : Love 4 Real
- 2018 : #HighVibration (Sweet Sensation)

## Distinction
- 2004 : Inscrite au Livre Guinness des records : Record de la plus grande portée vocale chez une chanteuse femme avec huit octaves[1],[2].